# Myosoma brullei
Myosoma brullei är en stekelart som beskrevs av Szepligeti 1906. Myosoma brullei ingår i släktet Myosoma och familjen bracksteklar. Inga underarter finns listade i Catalogue of Life.